# Kętrzyn (landgemeente)
De gemeente Kętrzyn is een landgemeente in het Poolse woiwodschap Ermland-Mazurië, in powiat Kętrzyński.
De zetel van de gemeente is in de stad Kętrzyn, die zelf geen deel uitmaakt van de landgemeente maar een aparte stadsgemeente is.
Op 30 juni 2004 telde de gemeente 8369 inwoners.

## Oppervlakte gegevens
In 2002 bedroeg de totale oppervlakte van gemeente Kętrzyn 285,73 km², waarvan:
- agrarisch gebied: 65%
- bossen: 19%

De gemeente beslaat 23,56% van de totale oppervlakte van de powiat.

## Demografie
Stand op 30 juni 2004:
| Omschrijving                   | Totaal | Totaal | Vrouwen | Vrouwen | Mannen | Mannen |
| ------------------------------ | ------ | ------ | ------- | ------- | ------ | ------ |
| eenheid                        | aantal | %      | aantal  | %       | aantal | %      |
| inwoners                       | 8369   | 100    | 4135    | 49,4    | 4234   | 50,6   |
| bevolkingsdichtheid (inw./km²) | 29,3   | 29,3   | 14,5    | 14,5    | 14,8   | 14,8   |

In 2002 bedroeg het gemiddelde inkomen per inwoner 1563,75 zł.

## Plaatsen
De gemeente omvat 79 plaatsen, waaronder: Gierłoż, Owczarnia, Smokowo, Stara Różanka en Zalesie Kętrzyńskie, Lotnisko Wilamowo, Wilczy Szaniec, Wopławki, en Linkowo.

## Aangrenzende gemeenten
Barciany, Giżycko, de stad Kętrzyn, Korsze, Mrągowo, Reszel, Ryn, Srokowo, Węgorzewo